# 沃茲伯勒鎮區 (北卡羅萊納州安森縣)
沃茲伯勒鎮區（英語：Wadesboro Township）是位於美國北卡羅萊納州安森縣的一個鎮區。

## 地方資料
沃茲伯勒鎮區的面積為189.46平方千米，皆為陸地。根據2020年美國人口普查的數據，當地共有人口7559人，而人口密度為每平方千米39.9人。